# Boltongate
Boltongate – wieś w Anglii, w Kumbrii. Leży 24 km na południowy zachód od miasta Carlisle i 414 km na północny zachód od Londynu.